# 大牛湖
大牛湖是香港一個已消失的人工湖，遺址位於新界西貢區深塱（有標示為「心塱/朗」，附近聚居的均為客家村落，但客家「深」「心」音異，未知此是否當地原居民習俗（可能受蜑家及/或祖自寶安沙井的廣府圍頭人影響）跟新界客家人有所不同所致，但新界客家山歌《竹枝詞/圍名歌》（又名《圍頭歌》）有將一帶地村落稱謂收錄）之河谷、井欄樹通往將軍澳的古代石磴棧道：「小夏威夷徑」（Little Hawaii Trail） 旁的湖泊，上留有其本來溪澗上的橋樑「清平橋」（建於清光緒14年）遺址之石碑。該湖之水位已經大為下降至與原本未築堤時的溪澗無大差﹔現址有留下當年部分依舊顯見為廠供產之引水橋之結構，而為匯蓄成水塘的大壩爛開之殘部原地留了下來。
有地圖亦指大牛湖為該湖位置以南、將軍澳村西北海拔154米高之山丘，甚或（包含）該地帶之山谷如澳頭（即問道路石之「上路」衛奕信徑）。

## 歷史背景
大牛湖曾經是香港小學旅行的熱門地點之一。
1906年，加拿大商人連尼（Alfred Herbert Rennie）（有譯雷利、倫尼）在照鏡環附近填海的平地（現今調景嶺）開設「連尼麵粉廠」。
當年連尼建築了堤壩，阻截了三道山溪，其中一條為井欄樹溪，匯聚成蓄水池（就近村民多叫水塘），以水力作上述麵粉廠生產，以解決麵粉廠的供水及電力問題。當時的蓄水池長度約50米，闊25米，水深高達48英尺。曾有個港九居民聯合會建議用「小洞庭」，但在九龍塘就已經有個地方叫「小西湖」，就不好再用湖名。鄰近的民眾常常到此游泳，然而有部份人因不諳水性而溺斃，大牛湖因而被稱為「猛鬼湖」、「死人湖/池」，湖畔亦豎立了兩塊刻有「南無阿彌陀佛」字樣的石碑。
位於「清平橋」遺址之石碑的附近、小夏威夷徑及衛奕信徑的路叉口亦尚保有一塊問道路石已被安於土地上被當成石板踐踏，上面載有舊時該帶的地名，其中有「將軍凹」、「馬油塘」、「油魚灣」等，可見一帶曾為交通要道。駱驛者亦為橋頭立伯公神位望得庇佑交通順遂，出入平安。
工廠結業後蓄水池荒廢多年，1946年和平後，百廢待興，當年有本地年輕的井欄樹村村長邱志雲跟父老合力成立協泰合作社作商家投資，小夏威夷重新開發水塘，搭棚略為修葺，闢作小夏威夷游泳場經營，點綴亭台樓閣、廣植花木、長橋、小艇，風景優美，以竹及木板搭建橋樑方便泳客橫過游泳場，並在橋的中央及游泳場旁邊建設涼亭，以及更衣室及小賣部，十多廿名年輕村民提供飲食如炒麵。在當年較盛名只有西環鐘聲泳棚和荔枝角東方泳棚，因不用長途跋涉去游泳，吸引了大批市區的人趁假日專門入來游泳及划艇，村民和遊人都樂意來此嬉水。可惜好景不常，據邱前村長說游泳場無正規救生員，由於有家長疏於看顧幼童，讓不諳水性的幼童嬉水，因此再度有數名小幼童溺斃，經營者遂停辦業務。加上當時村內人口急升，豬農、菜農和花農製造不少生活廢水，井欄樹村處於上游，溪水受到污染，游泳場只好關閉。

## 現況
由於鄰近山溪上游的井欄樹村、深朗村、新地村、炭山村及澳頭村（有標示為「凹頭村」（自問路石）、「奧頭村」（載於《圍名歌》））約3,000多名居民，把未經淨化處理的生活污水隨意排放於「深塱河谷」，導致該處水質混濁，不適宜飲用及游泳。
連尼麪粉廠之畜水池壩現已倒塌但尚有大壩之結構留在遺址，未知為人工鑿拆抑或自然毀壞。
現時的大牛湖在地理上分成了上下兩個池塘，上池塘因為景色秀麗怡人，被香港的民眾稱為「美麗湖」；而下池塘，則被附近居民稱為「大牛湖」。下方有「蓮苑台瀑布」，上方有「小夏威夷徑瀑布」﹔兩瀑均位於壩遺址下方不遠處。湖處地的深塱石澗上有橋樑三座︰畜水池附近之新建清平橋、蓮苑臺，以及就近將軍澳村的平安橋。
公路伴隨新市鎮落成，這條山路因失去其功能而荒廢，水霸亦因工廠關閉而再沒有人打理，就這樣與小徑埋藏於山林之中。直至二千禧年代初，當時的前邱村長任西貢區議會議員，要求重修輯深塱古石磴棧道小徑時，更爭取到由當年的懲教署壁屋監獄囚犯人員來幫忙為部份路段鋪上新混凝土山徑，令該帶重見天日，重新供兩地居民閒遊玩樂之用。
「大牛湖」現時的蓄水池長度約700米，闊25米。景致仍然十分吸引，每逢假日都吸引不少遠足運動愛好者到來遊玩；蓄水池、瀑布、水壩殘跡可供遊覽，風景優美，亦能俯瞰山下將軍澳新市鎮的建設。從井欄樹村通往將軍澳的無名古代蹬道，被香港政府官方刊憲訂名為「小夏威夷徑」（Little Hawaii Trail），從井欄樹步行約10分鐘，就能看見附近仍有疑被鑿開堤壩的殘跡。

## 事件
1950年4月4日，一名18歲男學生在兒童節當天與10多位同學到「小夏威夷」游泳遇溺沉湖喪生。
1950年8月3日中午12時，英華書院18歲五年級學生與一群同學到「小夏威夷」水深高達48英呎的地方游泳遇溺沉湖，直至晚上9時仍未能放光積水尋獲他，任職司機的父親及母親只能夠在湖畔痛哭不已。
2020年開始，除源自山上、以及眾村的非地下管道污水，加上了有很多外傭選擇於假日到深塱石澗瀑布和大牛湖上的溪流聚會、野餐、沖洗、及大小便廢污，當中可能有潛在患者。這樣的污水使新冠病毒更容易向下流向將軍澳村，徒增疫情擴散風險。
2020年4月3日16時許，一對七旬夫婦於小夏威夷瀑布行山時懷疑失足滑倒，意外墮潭內受傷。救援人員趕赴現場，尋獲時兩名傷者俱清醒。姓譚男傷者眼及肘受傷，由政府飛行服務隊直升機送往東區醫院；他送院時戴有頸箍，身上披有保暖墊，一臉痛苦，經搶救後一直情況垂危殆。其姓林妻子亦眼及腳部受傷，由救護車送往聯合醫院治理。丈夫性命延至兩日後傍晚6時48分，終告不治。
2020年8月19日6時32分，一名行山人士在9號風球期間往上址行山，行至山徑一個避雨亭時，發現一名62歲姓葉男子在亭內以斜揹袋肩帶上吊，懷疑有人在9號風球下自尋短見，慌忙報案。經檢驗後證實事主當場死亡。
截至2022年9月，坑口鄉事委員會在澳頭村問路石即小夏威夷徑及衛奕信徑的路叉口的扶欄上仍掛着有請戴口罩的提示橫額。

## 公共交通
從井欄樹的古代棧道往將軍澳方向，於澳頭村小夏威夷徑及衛奕信徑的路叉口後開始走10分鐘就到達疑被鑿開堤壩的遺蹟，那裡正是當年蓄水池的位置，即「小夏威夷游泳場」的舊址。

## 外部連結
- ：列出多幀照片
- （页面存档备份，存于） （页面存档备份，存于）：在香港大學圖書館收藏之攝於1907年之相照片，從中清晰可見依山勢而建供麪粉廠用的引流水道
- （页面存档备份，存于）：疑為當年為廠供產之引水道之殘部﹔網上坊間另有傳說法近百年前當地村民為引水上山而建，甚或有人誤訛傳倫尼之麪粉廠為二戰前後方才結業，兼質疑井欄樹及將軍澳村民會否將他們最重要的水源給外國人駁水去 （页面存档备份，存于）。不過由上提及1907年的照片同 （页面存档备份，存于）這照可知兩者的營造樣式非常接近
- （页面存档备份，存于） （页面存档备份，存于）：問路石現況
- （页面存档备份，存于）